# Саратовские высшие женские курсы
Саратовские высшие женские курсы Саратовского санитарного общества — первое высшее женское учебное заведение Саратова, основано Саратовским санитарным обществом в 1915 году. В 1918 году получили статус отделения медицинского факультета Саратовского университета.

## История
Первый университет в России был основан в 1755 году указом императрицы Елизаветы Петровны. Несмотря на растущую потребность общества в специалистах с высшим образованием, система высшего образования России развивалась медленно.

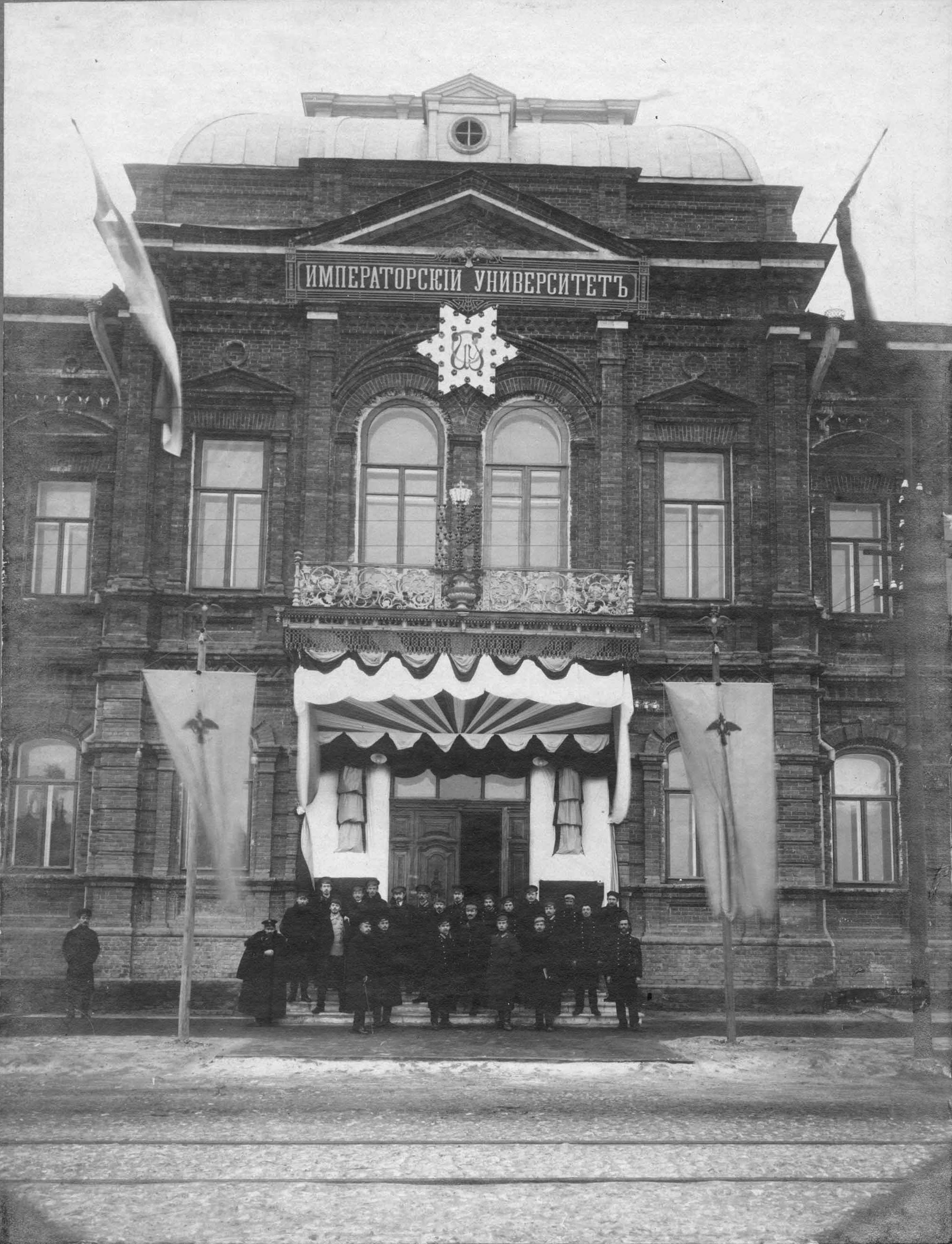
Императорский Николаевский университет. Саратов

С середины XIX века общество начинает осознавать необходимость развития женского образования. Обучение лиц мужского пола имело чётко определённые практические цели: применение полученных знаний на благо государства, общества и семьи. Цели женского образования не были чётко определены, что было связано с ограниченным правовым положением женщин. Кроме того, в обществе преобладало мнение, связанное с предубеждением, что умственные способности женщин ограничены кругом домашних забот.
«Положения» о женских училищах ведомства министерства народного образования (1858, 1860) заложили основу для развития женского образования.
Университеты были сугубо мужскими учебными заведениями. Благодаря общественной инициативе в России возникают высшие женские курсы, аналогов которым не было в Европе.
В Саратове высшие учебные заведения появились в начале XX века. Императорский Николаевский университет был открыт в 1909 году (с единственным факультетом — медицинским, который в 1930 году выделился в самостоятельный Саратовский государственный медицинский университет), кроме этого были открыты консерватория (1912) и высшие сельскохозяйственные курсы (1913).
Первыми женщинами с высшим образованием в Саратовской губернии были выпускницы Петербургских и Московских высших женских курсов (1872—1887). Они выпустили 698 профессиональных лекарей, большинство из них занимались частной практикой (540). Несмотря на различные ограничения, выпускницы курсов стали единственной категорией российских женщин, добившихся правовых гарантий в сфере высшего образования и связанного с этим профессионального статуса. Но еще долгое время в обществе сохранялось убеждение, что мужчина-фельдшер может лечить лучше, чем женщина-врач. Женщины-врачи должны были носить знак «ЖВ», им часто отказывали в приёме на работу или увольняли их. Часто женщинам-врачам приходилось доказывать своё право на врачебную деятельность и некоторое время работать безвозмездно. Только с 1897 года женщин-врачей стали принимать на государственную службу.

## Высшие женские курсы Саратовского санитарного общества (1915)

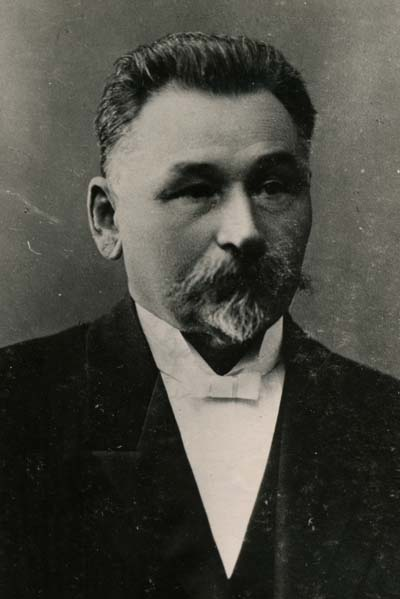
И. А. Чуевский- первый директор Высших женских курсов Саратова

Активное обсуждение вопроса женского образования в Саратове относится к осени 1914 года, когда в учебных заведениях появились места, не занятые мужчинами. Прецедент был: в 1913 году в Томский университет были приняты несколько женщин христианского вероисповедания. Но министерство народного просвещения отклонило эту просьбу Совета Саратовского университета.
Группа профессоров Саратовского университета обратилась в Саратовское санитарное общество с предложением об открытии высших женских курсов. Работа по организации этих курсов в Саратовском санитарном обществе началась еще в 1913 году, обращение профессоров ускорило этот процесс. Разрешение министерства было получено 25 октября 1915 года. Занятия начались 1 ноября 1915 года по учебному плану Императорского Николаевского университета в составе одного медицинского отделения. Курсы были частным учебным заведением, находившемся в системе Министерства народного просвещения и в ведении Казанского учебного округа. На курсах давали высшее образование в объёме университетского курса.
В слушательницы курсов принимались лица не моложе 18 лет, окончившие курс женских гимназий или приравненных к ним учебных заведений (в том числе епархиальных училищ). На медицинском факультете курс обучения был пятилетним, на остальных — четырёхлетним. Для руководства курсами на 3 года избирался директор (Профессор И. А. Чуевский), учебным процессом руководил Совет отделения (декан, все преподаватели). Деканом был назначен профессор В. И. Скворцов.
Административно-хозяйственной частью занималось Правление курсов (директор, деканы, один член от Совета курсов, Правление Санитарного общества в полном составе и по одному представителю от учреждений, субсидирующих курсы). Правление курсов было подотчётно общему собранию Санитарного общества.
Курсы содержались на средства, поступающие за право обучения, от пожертвований и субсидий. Материальное положение курсов до слияния с университетом в 1918 году было крайне тяжёлым. Не хватало специального оборудования, анатомического театра, лабораторий, клиник и т. д. Городская дума и Саратовское губернское земство к женским медицинским курсам отнеслись равнодушно. Положение осложнялось конфликтом, возникшим между правлением Санитарного общества и правлением курсов. Результатом такого противостояния стала отставка И. А. Чуевского и В. И. Скворцова. Правление Санитарного общества склонялось к мысли о несвоевременности открытия курсов.
В феврале 1917 года директором курсов был избран профессор Н. М. Какушкин, который заявил, что «жизнь требует курсов и хорошо, что они открыты».
Структура курсов
1. Историко-филологический факультет
2. Юридический факультет
3. Медицинский факультет

Организованные в 1917 году историко-филологический и юридический факультет (с экономико-коммерческим отделением), осенью 1918 г. закрыты.
В 1915 году на курсы было подано 485 прошений, в 1916 году — 1204. Среди претенденток значительную часть составляли беженки из западных губерний, но предпочтения при приёме отдавались уроженкам Саратовской, Самарской (Новоузенский уезд), Астраханской губерний.
К 1 января 1917 года на курсах состояло 573 слушательницы (из них 36 %- из привилегированных сословий, 27, 4 % — иудеек)
Произошедшая в 1917 году в России революция положила конец гражданскому неравноправию женщин.
В 1919 году высшие женские курсы вошли в состав университета как самостоятельное II отделение медицинского факультета. В ноябре 1919 года оба отделения были слиты в один факультет (медицинский) Саратовского государственного университета.
В годы Первой мировой войны в Саратовский университет по конкурсу на работу приняли первую женщину — Варвару Геогриевну Варгасову-Матурьян (ординатор по кафедре акушерства и женских болезней).
В 1921—1922 годах курсистки составили значительную часть выпускников медицинского факультета университета Саратова.
Получение женщинами права на высшее образование повлекло за собой и начало процесса феминизации многих отраслей профессиональной деятельности, рост влияния женщин в обществе.